# Buscando a Tabernero
Buscando a Tabernero es una película coproducción de Argentina y Estados Unidos filmada en colores dirigida por Eduardo Montes Bradley sobre su propio guion escrito en colaboración con Malen Azzam que se estrenó el 26 de noviembre de 2020. La película trata sobre la vida y la obra del director de fotografía Pablo Tabernero.

## Producción
Henry Weinschenk solicitó al director que investigara la vida de su padre Paul Weinschenk (Berlín, 8 de agosto de 1910-24 de octubre de 1996) en Europa, antes de radicarse en Argentina y trabajar con el nombre artístico de Pablo Tabernero. Para el documentalista Montes-Bradley la tarea tuvo una profunda carga emotiva porque era también la búsqueda de su propia vida y, como dice el propio director, “un cruce de identidades y conflictos que marcaron severamente al siglo que nos tocó en parte vivir.”

## Sinopsis
Pablo Tabernero fue un importante director de fotografía de la época de oro del cine de Argentina, país al que llegó escapando de los nazis y después de haber participado en la Guerra Civil Española.

## Comentarios del director
En un reportaje, el director Eduardo Montes Bradley dijo en relación con la película y al biografiado que le interesaba  “…el proceso de gestación de esas eventuales consagraciones. Es decir. cuál es la relación entre la voluntad y la formación, a lo que deberíamos agregarle los avatares y lo imprevisible.

## Entrevistados
Entre los entrevistados para la película se cuentan:
- Henry Weinschenk
- Ricardo Aronovich
- Fernando Martín Peña
- Diego Trerotola
- Rainer Rother
- José Hermo
- Manu Valentín
- Norberto A.García
- Pablo Weinschenk (hijo)

## Comentario
Rodrigo Seijas en el sitio Funcinema opinó:

”… Pablo Tabernero fue una figura sumamente relevante…también por cómo representa a una corriente artística que demuestra que buena parte de la identidad cultural de nuestro país se construyó a partir de la mirada extranjera.… Su historia está marcada por la Historia en mayúsculas, pero también por su enorme capacidad artística, que lo convirtió en un referente y formador de una generación entera de iluminadores. Con todo ese material narrativo a disposición, el film termina eligiendo una perspectiva más didáctica que detectivesca -aunque tenga pasajes de ese componente- y no está mal esa elección.…A partir de las imágenes exhibidas, podemos notar en la labor de Tabernero, pero también en las estructuras narrativas y estéticas de los films de los que formó parte, un atrevimiento y voluntad de experimentación que a la distancia son asombrosas. Al mismo tiempo… se intuye una voluntad por explorar cómo la época moldeó al sujeto y su talento. Es cierto que, en su afán explicativo, Montes-Bradley por momentos cae en una redundancia discursiva que afecta el relato, agregando conclusiones innecesarias y sentenciosas. A eso hay que sumarle algunas desprolijidades en el registro, como en la secuencia de la entrevista a Trerotola, que parece hecha a las apuradas y sin mucho criterio. Pero compensa esto presentando algunas decisiones bastante sabias, por ejemplo, cuando debe contar la imposibilidad de entrevistar a José Martínez Suárez. Aún con sus desniveles, Buscando a Tabernero es un film que genera interés desde la misma melancolía que transmite.</ref>